# Basra (guvernorát)
Basra je jedním z 19 guvernorátů v Iráku. Jeho hlavním městem je Basra. Má rozlohu 19 070 km² a v roce 2009 v něm žilo 2 555 500 obyvatel. Sousedí s guvernoráty Mutanná, Dhíkár a Majsán. Osídlení se soustředí severně a severozápadně od severní hranice Kuvajtu, zatímco západně od Kuvajtu je pustá oblast.